# Keur Moussa
Kermoussa est une localité du Sénégal située à une cinquantaine de kilomètres à l'est de Dakar, sur la route de Kayar. Devenue mairie en 2014 après l'acte de décentralisation, elle est principalement connue pour son abbaye bénédictine.

## Administration
C'est le chef-lieu de l'arrondissement de Keur Moussa qui fait partie du département de Thiès dans la région de Thiès.

## Géographie
Les localités les plus proches sont Ndoyene Peul, Keur Guilaye, Keur Yakham Ndiaye, Mbirdiamm et Sandok. 

### Physique géologique
Dans ce climat de type sub-sahélien, le sol est constitué de sable fin. Les cultures (vergers, potagers) y sont donc très dépendantes de l'eau : saison des pluies ou irrigation. Or celle-ci devient très coûteuse, car des forages de plus en plus profonds sont nécessaires.

### Population
La population de la Communauté rurale de Keur Moussa – qui regroupe 43 villages – est estimée à 11 000 habitants. Ensemble, Keur Moussa et Saint-Benoît comptent environ 6 000 habitants.
Si Keur Moussa est surtout connu pour son monastère, la population du village est par ailleurs majoritairement musulmane.  Sa moyenne d'âge est peu élevée.
Saint Benoît constitue un petit village à majorité catholique dont les habitants sont issus d'autres horizons et dont la présence est due au travail.

### Activités économiques
La messe conventuelle de l'abbaye célébrée en semaine à 11 h 15 (GMT) et le dimanche à 10 h attire de nombreux fidèles. Beaucoup de touristes viennent écouter les chants et la kora, mais  également acheter les produits du terroir obtenus par les moines : fromage de chèvre, poulets de chair, fruits (oranges, mandarines, pamplemousses, mangues, etc.).